# Algodón muerto

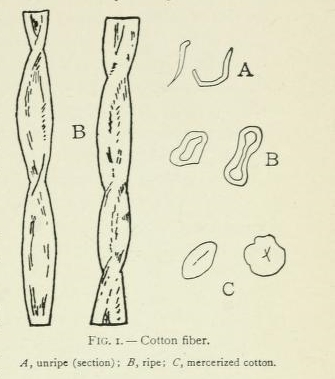
Algodón inmaduro.

Algodón muerto es un término que se refiere a las fibras de algodón inmaduras que no absorben el tinte. El algodón muerto es algodón inmaduro o subdesarrollado que tiene poca afinidad con el tinte y aparece como motas blancas en una tela teñida. Daniel Koechlin (1785-1871), que era fabricante y químico en Mulhouse, estableció el hecho en 1848 de que son las fibras de algodón muertas las que resisten el tinte. Otros químicos como  Walter Crum, Albin Haller y Herzog exploraron y contribuyeron más al tema. Crum descubrió que las fibras muertas tienen paredes celulares muy delgadas.

## Clasificación

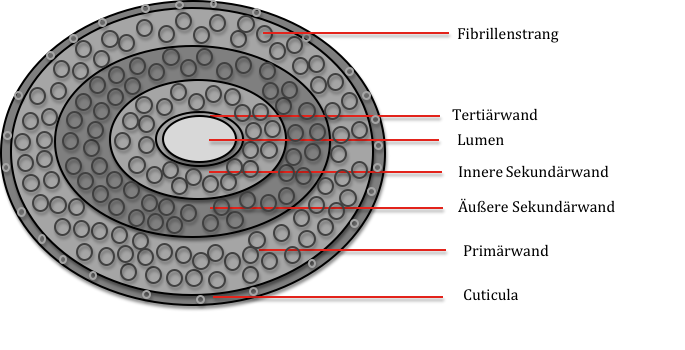
Sección transversal esquemática a través de una fibra de algodón.

La clasificación de las fibras de algodón se hace en función de ciertos parámetros, como la longitud de la fibra, la resistencia de las fibras y cuán uniformes son. Hay fibras de algodón maduras, inmaduras y medio maduras en cada lote de algodón, porque la semilla tiene fibras que crecen a diferentes tasas de madurez. Las fibras maduras son aquellas que han completado su proceso de crecimiento y se han desarrollado en todos los aspectos. La fibra de algodón tiene una pared celular y un lumen, y la pared celular se espesa a medida que la fibra madura. La pared celular constituye del 50 al 80 % de la sección transversal de una fibra de algodón madura, del 30 al 45 % de una fibra de algodón inmadura y menos del 25 % de una fibra de algodón muerta.
Las fibras muertas o inmaduras no muestran una estructura tubular como las fibras maduras, sino que parecen fibras anchas, sólidas, parecidas a cintas, que son casi transparentes, con torceduras irregulares.

### Vista microscópica
Cuando las fibras de algodón se analizan y evalúan a través de un microscopio, las fibras muertas se ven de manera diferente. Las fibras muertas de algodón tienen paredes celulares delgadas. Por el contrario, las fibras maduras tienen más celulosa y un mayor grado de engrosamiento de la pared celular.
Las vistas microscópicas de fibras muertas muestran paredes celulares extremadamente delgadas; las fibras aparecen como cintas aplanadas y ligeramente retorcidas, con el lumen colapsado.

## Significado
El algodón muerto se observa como un defecto grave en los tejidos teñidos. El problema es que se nota después de haberlo teñido. Las fibras muertas son difíciles de hilar; carecen de torsión y son frágiles y débiles. Las fibras muertas provocan una mala apariencia de la superficie del producto textil, con un mayor grado de nep y un teñido desigual. Cualquier acción de remediación del algodón muerto es realmente significativa.

## Remedios
Existen algunos tratamientos que pueden ayudar a mitigar el efecto del algodón muerto en los productos terminados.
- En el hilado de hilo, se utiliza un proceso llamado peinado para eliminar las fibras cortas e indeseables, las que se conocen como peinaduras. El peinado ayuda a reducir las fibras inmaduras.[4]
- La mercerización es un pretratamiento que altera las propiedades de la fibra y evita las fibras muertas, lo que ayuda a nivelar el teñido.[10]
- Hay ciertas enzimas, como la celulasa, que pueden reducir las fibras que sobresalen y, en consecuencia, reducir las fibras muertas. El tratamiento también se denomina «depilling» o «biopulido».[15]
- Un tratamiento posterior con quitosano ayuda a aumentar el agotamiento de los tintes directos y reduce las manchas blancas causadas por el algodón muerto. Produce resultados superiores cuando se vuelve a teñir con una proporción modesta de tinte después del tratamiento con quitosano.[11][16]
- Hay ciertos tintes directos que tienen la capacidad de cubrir/teñir el algodón muerto.[14]